# Rhinodia allogata
Rhinodia allogata là một loài bướm đêm trong họ Geometridae.